# Stora Kropptjärnen, Dalarna
Stora Kropptjärnen är en sjö i Mora kommun i Dalarna och ingår i Dalälvens huvudavrinningsområde. Sjön har en area på 0,0548 kvadratkilometer och ligger 217,3 meter över havet.

## Delavrinningsområde
Stora Kropptjärnen ingår i det delavrinningsområde (678263-142384) som SMHI kallar för Ovan Indån. Medelhöjden är 306 meter över havet och ytan är 31,04 kvadratkilometer. Räknas de 15 avrinningsområdena uppströms in blir den ackumulerade arean 272,93 kvadratkilometer. Våmån som avvattnar avrinningsområdet har biflödesordning 3, vilket innebär att vattnet flödar genom totalt 3 vattendrag innan det når havet efter 332 kilometer. Avrinningsområdet består mestadels av skog (84 procent). Avrinningsområdet har 0,02 kvadratkilometer vattenytor vilket ger det en sjöprocent på 0,1 procent.